# Melolontha mandarina
Melolontha mandarina är en skalbaggsart som beskrevs av Leon Fairmaire 1878. Melolontha mandarina ingår i släktet Melolontha och familjen Melolonthidae. Inga underarter finns listade i Catalogue of Life.